# Bisbat de Rapid City

Escut de la diocesi

El bisbat de Rapid City (anglés: Diocese of Rapid City, llatí: Dioecesis Rapidopolitana) és una seu de l'Església Catòlica als Estats Units, sufragània de l'arquebisbat de Saint Paul i Minneapolis i que pertany a la Regió eclesiàstica VIII (MN, ND, SD). El 2014 tenia 31.600 batejats sobre una població de 246.200 habitants. Actualment està regida pel bisbe Robert Dwayne Gruss.

## Territori
La diòcesi comprèn la part occidental de l'estat estatunidenc de Dakota del Sud.
La seu episcopal és la ciutat de Rapid City, on es troba la catedral de Nostra Senyora del Perpetu Socors.
El territori s'estén sobre 111.327 km², i està dividit en 83 parròquies.

## Història
La diòcesi de Lead va ser erigida el 4 d'agost de 1902 amb el breu Quae rei sacrae del Papa Lleó XIII, prenent el territori del bisbat de Sioux Falls.
L'1 d'agost de 1930, en virtut de la butlla Apostolicis Litteris del Papa Pius XI la seu episcopal va ser traslladada de Lead a Rapid City; la diòcesi va assumir el nom actual i va erigir-se la nova catedral en comptes de la de Sant Patrici de la ciutat de Lead.

## Cronologia episcopal
- John Stariha † (2 de setembre de 1902 - 29 de març de 1909 renuncià)
- Joseph Francis Busch † (9 d'abril de 1910 - 19 de gener de 1915 nomenat bisbe de Saint Cloud)
- John Jeremiah Lawler † (29 de gener de 1916 - 11 de març de 1948 mort)
- William Tibertus McCarty, C.SS.R. † (11 de març de 1948 - 11 de setembre de 1969 jubilat)
- Harold Joseph Dimmerling † (11 de setembre de 1969 - 13 de desembre de 1987 mort)
- Charles Joseph Chaput, O.F.M.Cap. (11 d'abril de 1988 - 18 de març de 1997 nomenat arquebisbe de Denver)
- Blase Joseph Cupich (6 de juliol de 1998 - 30 de juny de 2010 nomenat bisbe de Spokane)
- Robert Dwayne Gruss, dal 26 de maig de 2011

## Estadístiques
A finals del 2014, la diòcesi tenia 31.600 batejats sobre una població de 246.200 persones, equivalent al 12,8% del total.
| any  | població | població | població | sacerdots | sacerdots       | sacerdots       | sacerdots             | diaques | religiosos | religiosos | parròquies |
| ---- | -------- | -------- | -------- | --------- | --------------- | --------------- | --------------------- | ------- | ---------- | ---------- | ---------- |
| any  | batejats | total    | %        | total     | clergat secular | clergat regular | batejats por sacerdot | diaques | homes      | dones      |            |
| 1950 | 42.140   | 155.969  | 27,0     | 119       | 90              | 29              | 354                   |         | 20         | 103        | 80         |
| 1966 | 40.172   | 182.009  | 22,1     | 121       | 70              | 51              | 332                   |         | 78         | 98         | 70         |
| 1970 | 34.000   | 171.300  | 19,8     | 104       | 51              | 53              | 326                   |         | 71         | 110        | 45         |
| 1976 | 36.200   | 141.000  | 25,7     | 92        | 42              | 50              | 393                   | 3       | 58         | 103        | 61         |
| 1980 | 35.637   | 178.208  | 20,0     | 86        | 37              | 49              | 414                   | 7       | 56         | 101        | 60         |
| 1990 | 35.191   | 222.780  | 15,8     | 83        | 41              | 42              | 423                   | 18      | 61         | 95         | 113        |
| 1999 | 35.605   | 211.591  | 16,8     | 69        | 42              | 27              | 516                   | 29      | 8          | 77         | 95         |
| 2000 | 36.382   | 224.077  | 16,2     | 68        | 40              | 28              | 535                   | 24      | 36         | 70         | 97         |
| 2001 | 34.477   | 222.683  | 15,5     | 71        | 43              | 28              | 485                   | 26      | 36         | 59         | 97         |
| 2002 | 30.266   | 227.211  | 13,3     | 70        | 44              | 26              | 432                   | 26      | 31         | 57         | 97         |
| 2003 | 29.940   | 227.211  | 13,2     | 67        | 40              | 27              | 446                   | 23      | 33         | 63         | 97         |
| 2004 | 29.440   | 227.211  | 13,0     | 58        | 37              | 21              | 507                   | 30      | 26         | 58         | 97         |
| 2010 | 30.700   | 239.000  | 12,8     | 51        | 37              | 14              | 601                   | 27      | 17         | 43         | 88         |
| 2014 | 31.600   | 246.200  | 12,8     | 52        | 38              | 14              | 607                   | 29      | 17         | 33         | 83         |